# DaJuan Summers
DaJuan Michael Summers (Baltimore, Maryland, 24 de enero de 1988) es un jugador de baloncesto estadounidense. Con 2,03 metros de altura, juega en la posición de alero.

## Trayectoria deportiva

### Universidad
Jugó durante tres temporadas con los Hoyas de la Universidad de Georgetown, en las que promedió 11,2 puntos y 4,4 rebotes por partido. En su primera temporada fue incluido en el mejor quinteto rookie de la Big East Conference y en el mejor quinteto del torneo, tras promediar 9,2 puntos y 3,7 rebotes, siendo titular en 34 de los 37 partidos disputados. Su actuación más destadada se produjo en los cuartos de final de la NCAA ante North Carolina, consiguiendo 20 puntos y 6 rebotes.
En su segunda temporada consiguió ser incluido en el segundo mejor quinteto del distrito, al promediar 11,1 puntos, 5,4 rebotes y 1,5 asistencias por partido. Consiguió su récord de anotación ante South Florida, con 24 puntos, a los que añadió 9 rebotes.
Ya en su última temporada alcanzó las dobles figuras en 25 ocasiones, incluidos 19 partidos consecutivos, para acabar promediando 13,6 puntos y 4,1 rebotes por partido. Al término de la temporada se declaró elegible para el draft de la NBA.

### Profesional
Fue elegido en la trigésimo quinta posición del Draft de la NBA de 2009 por Detroit Pistons, con los que jugó la NBA Summer League de Las Vegas, promediando en 5 partidos 18,0 puntos y 5,4 rebotes por partido.
En verano de 2011 da el salto a Europa y firma con el Mens Sana Basket Siena de la Serie A, donde únicamente disputa 3 partidos, para fichar posteriormente por los New Orleans Hornets, siendo despedido mediada la temporada.
En septiembre de 2015 fichó por los New York Knicks.
[actualizar]
El 12 de julio de 2019 firmó con el Metropolitans 92 de Francia, sin embargo el 31 de agosto de ese año se anunció que, a raíz de una lesión sufrida durante la pretemporada del equipo, le dejaría su lugar a Donta Smith.
El 10 de septiembre de 2024 se anunció su incorporación al Rafael Barias para disputar el Torneo de Baloncesto Superior del Distrito Nacional de República Dominicana, haciendo así su retorno al baloncesto latinoamericano luego de tres años de jugar en ligas de Irán, Arabia Saudita, Taiwán, Líbano, Baréin, Filipinas y Corea del Sur. 

## Estadísticas de su carrera en la NBA

### Temporada regular
| Año     | Equipo        | PJ | PT | MPP  | %TC  | %3P  | %TL  | RPP | APP | ROB | TPP | PPP |
| ------- | ------------- | -- | -- | ---- | ---- | ---- | ---- | --- | --- | --- | --- | --- |
| 2009-10 | Detroit       | 44 | 0  | 9.2  | .354 | .357 | .711 | 1.0 | .4  | .2  | .2  | 3.0 |
| 2010-11 | Detroit       | 22 | 1  | 9.0  | .406 | .429 | .450 | .5  | .1  | .1  | .0  | 3.4 |
| 2011-12 | New Orleans   | 15 | 6  | 13.9 | .431 | .313 | .778 | 1.5 | .7  | .5  | .0  | 4.5 |
| 2012-13 | L.A. Clippers | 2  | 0  | 3.5  | .250 | .000 | .000 | 1.0 | .5  | .0  | .0  | 1.0 |
| Total   | Total         | 83 | 7  | 9.9  | .384 | .367 | .642 | 1.0 | .3  | .2  | .1  | 3.3 |